# 卢天健
卢天健（1964年10月—），祖籍福建福州，出生于四川成都，中国力学家，现为南京航空航天大学教授。与高华健、黄永刚、锁志刚一同被称作华人固体力学界“两健两刚”。

## 生平
1984年和1987年分别获得西安交通大学学士和硕士学位，1990年和1995年分别获得香港大学和哈佛大学博士学位。1996年起在剑桥大学任教。2004年任西安交通大学副校长、航天航空学院教授、博士生导师。

## 荣誉
2020年被选为美国医学与生物工程院院士。